# Norfolkinsel-Kuckuckskauz
Der Norfolkinsel-Kuckuckskauz (Ninox novaeseelandiae undulata) war eine Unterart des auf der neuseeländischen Südinsel heimischen Neuseeland-Kuckuckskauzes (Ninox novaeseelandiae). Er gilt in reinrassiger Form als ausgestorben. Hybride, die Gene des 1996 verstorbenen letzten reinrassigen Weibchens in sich tragen, leben noch auf der in der Tasmansee gelegenen Norfolkinsel.

## Merkmale
Mit einer Länge von 30 cm war der Norfolkinsel-Kuckuckskauz etwas größer als die Nominatform. Das Gefieder war an der Oberseite rostbraun, an der Unterseite rötlichbraun und weiß gebändert. Die Flügel waren beige-braun und weiß gebändert. Kopf und Kehle waren rostbraun. Der Gesichtsschleier war weißlich bis gelbbraun. Der Schnabel war blau-schwarz. Die Füße waren stumpf-gelblichbraun. Die Iris war goldgelb. Im Unterschied zur Nominatform war die Oberseite stärker rostbraun und die Unterseite stärker rötlichbraun gebändert.

## Lebensraum und Lebensweise
Früher bewohnte der Norfolkinsel-Kuckuckskauz die subtropischen Regenwälder der Norfolkinsel. Aufgrund der weitflächigen Rodung der Wälder war sein Verbreitungsgebiet  im Jahr 1909 auf ein Areal von 4,65 km² am Mount Pitt geschrumpft. Kuckuckskäuze brüten in Baumhöhlen. Der Norfolkinsel-Kuckuckskauz legte zwei bis drei Eier, die Regel bildeten jedoch Gelege von zwei Eiern. Die Nahrung bestand aus kleinen Wirbeltieren, insbesondere Vögel und Säugetiere sowie aus Wirbellosen.

## Aussterben und Hybridisierung

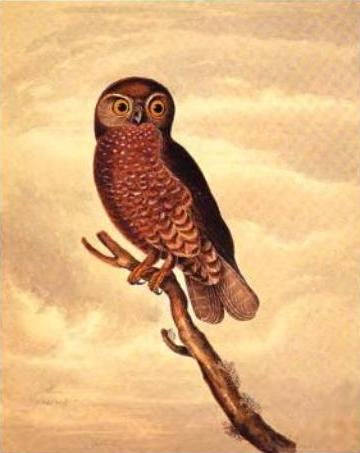
Aquarell von James Stuart, 1839

Das Verschwinden des Norfolkinsel-Kuckuckskauzes begann mit der Veränderung der Waldlebensräume durch den Menschen. Aber auch die Konkurrenz um Baumhöhlen mit eingeführten Honigbienen (Apis) und Pennantsittichen (Platycercus elegans) hat der Population stark zugesetzt. In den 1960er-Jahren wurde die Form als „stark gefährdet“ eingestuft, nachdem Biologen die Vögel weder hörten noch sichteten. 1973, 1978 und 1985 wurden Rufe aufgezeichnet und lokale Bewohner wollten wenigstens noch den Ruf von einem Exemplar wahrgenommen haben. Eine gründliche Suche im Oktober 1986 ergab ein überlebendes Weibchen, das zu Ehren der Matriarchin der Norfolkinsel den Namen Miamiti bekam. Nachdem eine DNA-Analyse ergab, dass die Norfolk-Rasse und die neuseeländische Nominatform genetisch am nächsten verwandt sind, wurden zwei Männchen der Neuseelandrasse zur Norfolkinsel gebracht. Ein Männchen verschwand spurlos. Das zweite Männchen paarte sich jedoch mit Miamiti, so dass ab Dezember 1989 die ersten N. n. undulata/novaeseelandiae-Hybride zur Welt kamen. 1996 starb Miamiti. Durch die Kreuzungen der Hybride untereinander umfasste die Population im Jahr 1999 35 Eulen.